# جيمس جوزيف ماكان
جيمس جوزيف ماكان هو سياسي كندي، ولد في 29 مارس 1887 في كندا، وتوفي في 11 أبريل 1961. حزبياً، نشط في الحزب الليبرالي الكندي. وقد انتخب عضو مجلس العموم الكندي.